# Nauczycielskie Kolegium Języków Obcych w Siedlcach
Nauczycielskie Kolegium Języków Obcych w Siedlcach – nieistniejąca publiczna szkoła wyższa, która powstała w 1992 roku z inicjatywy Ministerstwa Edukacji Narodowej, Kuratorium Oświaty w Siedlcach i Uniwersytetu Warszawskiego. Opiekę naukowo-dydaktyczną nad Kolegium sprawowały Instytuty Anglistyki, Germanistyki i Romanistyki, które nadawały tytuł licencjata Uniwersytetu Warszawskiego. Dzięki temu absolwenci Kolegium legitymują się wykształceniem wyższym zawodowym licencjackim oraz mogą kontynuować studia magisterskie uzupełniające we wszystkich uczelniach w kraju i w większości krajów świata, na dowolnie wybranym kierunku. Kolegium, zgodnie ze swoim Statutem, prowadziło dokształcanie i doskonalenie nauczycieli w zakresie oraz na zasadach określonych przez Rozporządzenie Ministra Edukacji Narodowej w sprawie placówek doskonalenia nauczycieli. Uczelnia została zlikwidowana w 2015 na podstawie uchwały radnych sejmiku województwa mazowieckiego wynikającej ze zmian w ustawie o szkolnictwie wyższym.

## Kierunki kształcenia
Studia I stopnia (licencjackie)
- język angielski
- język niemiecki
- język francuski